# Ed West
Ed West (Olongapo, 30 ottobre 1983) è un lottatore di arti marziali miste statunitense.
Combatte nella categoria dei pesi gallo per la promozione WSOF.
In passato è stato finalista nel torneo Bellator della terza stagione; a livello regionale è tuttora campione dell'organizzazione dell'Arizona Desert Rage ed è stato campione anche nella RITC.

## Biografia

### Primi Anni
Nato a Olongapo, nelle Filippine dove sia sua madre e suo padre hanno servito nella Marina degli Stati Uniti, qui ha frequentato la scuola materna, la prima elementare, per poi trasferirsi negli USA con i suoi genitori quando aveva 7 anni di età.
Pochi anni dopo il suo arrivo in America, Ed si appassionò alle arti marziali e quando compì 9 anni di età, ispiratosi ai divi del cinema dei film d'azione Jean-Claude Van Damme, Phillip Rhee e Jet Li, Ed decise di praticare Taekwondo, Karate e Kung Fu. 
All'età di 18 anni, Ed incontrò un istruttore di arti marziali miste che gli disse che lo avrebbe voluto in un incontro di MMA.
West partecipò a un torneo di MMA nel marzo 2003 nell'organizzazione Cage arrivando in finale e battendo con un calcio volante il campione dell'anno precedente.
All'età di 18 anni Ed West vantava già diverse cinture nere in diverse arti marziali: nel Taekwondo, nel Karate, nel Judo, nell'Aikidō e nel Ju-Jitsu. West ottenne anche diversi titoli importanti nel Taekwondo, nel pugilato e nella Kickboxing.

### Carriera nelle Arti Marziali Miste
West attualmente si allena presso Apex MMA a Tucson, in Arizona. Dal 2003, West ha combattuto in molte organizzazioni di MMA negli Stati Uniti, dove ha chiuso 9 dei suoi 17 vittorie con una presentazione (in particolare armbar) come un pugile professionista. Ha fatto il suo debutto nella Rage in tornei Cage e accumulato un record vincente di successo.

### Risultati nelle arti marziali miste
| Risultato | Record | Avversario             | Metodo                           | Evento                            | Data              | Round | Tempo | Città                        | Note                                                 |
| --------- | ------ | ---------------------- | -------------------------------- | --------------------------------- | ----------------- | ----- | ----- | ---------------------------- | ---------------------------------------------------- |
| Sconfitta | 18-10  | Timur Valiev           | KO Tecnico (pugni)               | WSOF 19: Gaethje vs. Palomino     | 28 marzo 2015     | 1     | 1:39  | Phoenix, Stati Uniti         | Debutto in WSOF                                      |
| Sconfitta | 18-9   | Mike Richman           | KO (pugni)                       | Bellator CXXVI                    | 26 settembre 2014 | 1     | 2:44  | Phoenix, Stati Uniti         |                                                      |
| Sconfitta | 18–8   | Antonio Duarte         | Sottomissione (anaconda)         | Mexico Fighter 5                  | 15 febbraio 2014  | 1     | 4:42  | Hermosillo, Messico          |                                                      |
| Vittoria  | 18–7   | Josh Montoya           | KO (calcio alla testa)           | Bellator XCI                      | 28 febbraio 2013  | 2     | 2:51  | Rio Rancho, Stati Uniti      |                                                      |
| Sconfitta | 17–7   | Marcos Galvão          | Decisione (unanime)              | Bellator LXV                      | 13 aprile 2012    | 3     | 5:00  | Atlantic City, Stati Uniti   | Torneo dei Pesi Gallo Bellator VI, Quarti di finale  |
| Sconfitta | 17–6   | Eduardo Dantas         | Decisione (non unanime)          | Bellator LV                       | 22 ottobre 2011   | 3     | 5:00  | Yuma, Stati Uniti            | Torneo dei Pesi Gallo Bellator V, Semifinale         |
| Vittoria  | 17–5   | Luis Nogueira          | Decisione (unanime)              | Bellator LI                       | 24 settembre 2011 | 3     | 5:00  | Canton, Stati Uniti          | Torneo dei Pesi Gallo Bellator V, Quarti di finale   |
| Vittoria  | 16–5   | Sam Rodriguez          | Sottomissione (armbar)           | Desert Rage 9                     | 18 marzo 2011     | 1     | 1:22  | Yuma, Stati Uniti            | Difende il titolo dei Pesi Gallo Desert Rage         |
| Sconfitta | 15–5   | Zach Makovsky          | Decisione (unanime)              | Bellator XXXII                    | 14 ottobre 2010   | 5     | 5:00  | Kansas City, MO, Stati Uniti | Torneo dei Pesi Gallo Bellator III, Finale           |
| Vittoria  | 15–4   | Jose Vega              | Decisione (non unanime)          | Bellator XXX                      | 23 settembre 2010 | 3     | 5:00  | Louisville, Stati Uniti      | Torneo dei Pesi Gallo Bellator III, Semifinale       |
| Vittoria  | 14–4   | Bryan Goldsby          | Decisione (unanime)              | Bellator XXVII                    | 2 settembre 2010  | 3     | 5:00  | San Antonio, Stati Uniti     | Torneo dei Pesi Gallo Bellator III, Quarti di finale |
| Vittoria  | 13–4   | Tyler Bialecki         | Sottomissione (triangolo)        | Desert Rage 7                     | 24 aprile 2010    | 1     | 1:25  | Yuma, Stati Uniti            | Vince il titolo dei Pesi Gallo Desert Rage           |
| Vittoria  | 12–4   | Jose Carbajal          | Sottomissione (ghigliottina)     | Desert Rage 6                     | 7 novembre 2009   | 1     | 1:38  | Yuma, Stati Uniti            |                                                      |
| Vittoria  | 11–4   | Del Hawkins            | Decisione (unanime)              | Apocalypse Fights 1               | 7 agosto 2008     | 3     | 5:00  | Alabama, Stati Uniti         | Passa ai Pesi Gallo                                  |
| Vittoria  | 10–4   | Austin Pascucci        | Sottomissione (armbar)           | RITC 109                          | 26 aprile 2008    | 2     | 0:28  | Tucson, Stati Uniti          |                                                      |
| Vittoria  | 9–4    | Nick Hedrick           | Sottomissione (rear naked choke) | Cage Supremacy 2                  | 22 luglio 2007    | 1     | 2:26  | Tucson, Stati Uniti          |                                                      |
| Sconfitta | 8–4    | Savant Young           | Decisione (unanime)              | IFL: Houston                      | 2 febbraio 2007   | 3     | 4:00  | Houston, Stati Uniti         |                                                      |
| Sconfitta | 8–3    | Erik Owings            | Decisione (unanime)              | IFL: Championship Final           | 29 dicembre 2006  | 3     | 4:00  | Uncasville, Stati Uniti      |                                                      |
| Sconfitta | 8–2    | Chris Horodecki        | Decisione (unanime)              | IFL: Portland                     | 9 settembre 2006  | 3     | 4:00  | Portland, Stati Uniti        |                                                      |
| Vittoria  | 8–1    | Carlos Ortega          | Decisione (unanime)              | RITC 79: The Rage Returns         | 24 febbraio 2006  | 3     | 3:00  | Tucson, Stati Uniti          | Vince il titolo dei Pesi Leggeri RITC                |
| Vittoria  | 7–1    | Reynaldo Walter Duarte | Decisione (non unanime)          | RITC 76: Hello Tucson             | 11 novembre 2005  | 3     | 3:00  | Tucson, Stati Uniti          |                                                      |
| Vittoria  | 6–1    | Chris David            | Decisione (unanime)              | RITC 64: Heart & Soul             | 7 agosto 2004     | 3     | 3:00  | Phoenix, Stati Uniti         |                                                      |
| Vittoria  | 5–1    | Amos Sotelo            | Sottomissione (kimura)           | RITC 61: Relentless               | 30 aprile 2004    | 1     | 1:01  | Phoenix, Stati Uniti         |                                                      |
| Sconfitta | 4–1    | Harris Sarmiento       | KO Tecnico (pugni)               | SuperBrawl 34                     | 28 marzo 2004     | 1     | 2:08  | Wailuku, Stati Uniti         |                                                      |
| Vittoria  | 4–0    | Carlos Ortega          | Decisione (unanime)              | RITC 59: Let the Punishment Begin | 7 febbraio 2004   | 3     | 3:00  | Casa Grande, Stati Uniti     |                                                      |
| Vittoria  | 3–0    | Troy Tolbert           | Sottomissione (armbar)           | RITC 57: Tucson Revisited         | 13 dicembre 2003  | 1     | 0:34  | Tucson, Stati Uniti          |                                                      |
| Vittoria  | 2–0    | Joe Vigil              | Sottomissione (armbar)           | RITC 47: Unstoppable              | 12 aprile 2003    | 1     | 1:57  | Phoenix, Stati Uniti         |                                                      |
| Vittoria  | 1–0    | Troy Tolbert           | Sottomissione (armbar)           | RITC 46: Launching Pad            | 27 marzo 2003     | 1     | 1:16  | Tempe, Stati Uniti           |                                                      |